# Earias sulphuraria
Earias sulphuraria är en fjärilsart som beskrevs av Moore 1887. Earias sulphuraria ingår i släktet Earias och familjen trågspinnare. Inga underarter finns listade i Catalogue of Life.